# Hodge (Fußballspieler)
Hodge (Lebensdaten unbekannt) war ein schottischer Fußballspieler.

## Karriere
Hodge spielte in seiner Fußballkarriere mindestens im März 1892 und Oktober 1896 für den FC Dumbarton. Dabei kam er zuerst in der Saison 1891/92 gegen den FC Cambuslang zum Einsatz, das 5:2 gewonnen wurde. Die Saison schloss er mit seinem Team als Schottischer Meister ab. Den zweiten Einsatz hatte Hodge für den nur noch zweitklassigen Verein in der Saison 1896/97 gegen Leith Athletic das mit 1:7 verloren wurde. Am Ende der Saison zog sich der Verein aus der Liga zurück und kehrte erst 1907 wieder in die Scottish Football League zurück.